# TV3 (Норвегия)
TV3 (полное название — TV3 Norway) — норвежский коммерческий телеканал, принадлежащий телекомпании Viasat, входящей в состав медиахолдинга Modern Times Group; норвежская версия известного международного канала TV3. Телеканал вещает с 31 декабря 1987 года: в зону вещания входит территория всей Норвегии, но сам центр располагается в Англии, в местечке Вест-Дрэйтон около Лондона.

## Концепция вещания
Телеканал позиционирует себя как один из крупнейших частных развлекательных телеканалов Норвегии, транслируя крупнейшие телесериалы и полнометражные фильмы (преимущественно из США), а также различные игровые и экстремальные шоу. До октября 2007 года телеканал не обладал возможностью наземного телевещания и был доступен только на спутниковом и кабельном телевидении. В отличие от других каналов, он не попадает под правила запреты рекламы (в Норвегии на общественных каналах запрещено прерывать на рекламу передачи, в том числе детские). Ранее на нём велись все спортивные трансляции, однако они исчезли из его эфира после перехода на Viasat 4.

## Логотип
Логотип телеканала представляет собой белую цифру 3 на оранжевом шаре (логотип учреждён 1 августа 2011). Ранее логотип представлял собой белую цифру 3 на фиолетовом шаре (Норвегия первой утвердила подобный логотип), сейчас этот логотип используется на иных каналах TV3 в других странах.